# Roberto Ayala
Roberto Fabián Ayala (local [roˈβ̞erto faˈβ̞jan aˈʒala]; n. 14 aprilie 1973, Paraná⁠(d), Provincia Entre Ríos, Argentina), poreclit el Ratón, este un fost fotbalist argentinian care evolua pe poziția de fundaș.
Considerat unul din cei mai buni fundași centrali din generația sa, Ayala a fost căpitan la echipa națională de fotbal a Argentinei într-un număr record de 63 de meciuri. EL a reprezentat Argentina la 3 Campionate Mondiale de Fotbal, adunând un total de 115 meciuri internaționale jucate pentru națională, doar Javier Zanetti întrecându-l la acest capitol.

## Statistici carieră
|               |                    |                  | Campionat | Campionat | Cupă         | Cupă         | Cupa Ligii          | Cupa Ligii          | Continental    | Continental    | Total   | Total  |
| Sezon         | Club               | Campionat        | Meciuri   | Goluri    | Meciuri      | Goluri       | Meciuri             | Goluri              | Meciuri        | Goluri         | Meciuri | Goluri |
| Argentina     | Argentina          | Argentina        | Campionat | Campionat | Cupă         | Cupă         | Cupa Ligii          | Cupa Ligii          | America de Sud | America de Sud | Total   | Total  |
| ------------- | ------------------ | ---------------- | --------- | --------- | ------------ | ------------ | ------------------- | ------------------- | -------------- | -------------- | ------- | ------ |
| 1991–92       | Ferro Carril Oeste | Primera División | 18        | 0         |              |              |                     |                     |                |                |         |        |
| 1992–93       | Ferro Carril Oeste | Primera División | 36        | 0         |              |              |                     |                     |                |                |         |        |
| 1993–94       | Ferro Carril Oeste | Primera División | 18        | 1         |              |              |                     |                     |                |                |         |        |
| 1993–94       | River Plate        | Primera División | 16        | 0         |              |              |                     |                     |                |                |         |        |
| 1994–95       | River Plate        | Primera División | 24        | 0         |              |              |                     |                     |                |                |         |        |
| Italia        | Italia             | Italia           | Campionat | Campionat | Coppa Italia | Coppa Italia | Cupa Ligii          | Cupa Ligii          | Europa         | Europa         | Total   | Total  |
| 1995–96       | Napoli             | Serie A          | 29        | 0         |              |              |                     |                     |                |                |         |        |
| 1996–97       | Napoli             | Serie A          | 30        | 1         |              |              |                     |                     |                |                |         |        |
| 1997–98       | Napoli             | Serie A          | 28        | 0         |              |              |                     |                     |                |                |         |        |
| 1998–99       | Milan              | Serie A          | 11        | 0         |              |              |                     |                     |                |                |         |        |
| 1999–00       | Milan              | Serie A          | 13        | 0         |              |              |                     |                     |                |                |         |        |
| Spania        | Spania             | Spania           | Campionat | Campionat | Copa del Rey | Copa del Rey | Supercopa de España | Supercopa de España | Europa         | Europa         | Total   | Total  |
| 2000–01       | Valencia           | La Liga          | 28        | 1         |              |              |                     |                     |                |                |         |        |
| 2001–02       | Valencia           | La Liga          | 30        | 2         |              |              |                     |                     |                |                |         |        |
| 2002–03       | Valencia           | La Liga          | 31        | 1         |              |              |                     |                     |                |                |         |        |
| 2003–04       | Valencia           | La Liga          | 30        | 1         |              |              |                     |                     |                |                |         |        |
| 2004–05       | Valencia           | La Liga          | 17        | 0         |              |              |                     |                     |                |                |         |        |
| 2005–06       | Valencia           | La Liga          | 23        | 2         |              |              |                     |                     |                |                |         |        |
| 2006–07       | Valencia           | La Liga          | 29        | 2         |              |              |                     |                     |                |                |         |        |
| 2007–08       | Real Zaragoza      | La Liga          | 33        | 1         |              |              |                     |                     |                |                |         |        |
| 2008–09       | Real Zaragoza      | Segunda División | 26        | 3         |              |              |                     |                     |                |                |         |        |
| 2009–10       | Real Zaragoza      | La Liga          | 13        | 0         |              |              |                     |                     |                |                |         |        |
| Total         | Argentina          | Argentina        | 112       | 1         |              |              |                     |                     |                |                |         |        |
| Total         | Italia             | Italia           | 111       | 1         |              |              |                     |                     |                |                |         |        |
| Total         | Spania             | Spania           | 260       | 13        |              |              |                     |                     |                |                |         |        |
| Total carieră | Total carieră      | Total carieră    | 468       | 15        |              |              |                     |                     |                |                |         |        |

Corect la 14 iunie 2009

| Argentina | Argentina | Argentina |
| An        | Meciuri   | Goluri    |
| --------- | --------- | --------- |
| 1994      | 3         | 0         |
| 1995      | 14        | 0         |
| 1996      | 6         | 0         |
| 1997      | 7         | 0         |
| 1998      | 13        | 1         |
| 1999      | 12        | 1         |
| 2000      | 11        | 1         |
| 2001      | 8         | 0         |
| 2002      | 1         | 0         |
| 2003      | 6         | 0         |
| 2004      | 10        | 1         |
| 2005      | 8         | 2         |
| 2006      | 7         | 1         |
| 2007      | 9         | 0         |
| Total     | 115       | 7         |

## Goluri internaționale
| # | Data              | Stadion                | Oponent              | Rezultat       | Competiția                                             |
| - | ----------------- | ---------------------- | -------------------- | -------------- | ------------------------------------------------------ |
| 1 | 19 februarie 1998 | Mendoza, Argentina     | Campionatul României | 2–1            | Amical neoficial                                       |
| 2 | 7 septembrie 1999 | Porto Alegre, Brazilia | Brazilia             | 2–4            | Meci amical                                            |
| 3 | 26 aprilie 2000   | Maracaibo, Venezuela   | Venezuela            | 4–0            | Calificările pentru Campionatul Mondial de Fotbal 2002 |
| 4 | 13 iulie 2004     | Piura, Peru            | Uruguay              | 4–2            | Copa América 2004                                      |
| 5 | 12 noiembrie 2005 | Geneva, Elveția        | Anglia               | 2–3            | Meci amical                                            |
| 6 | 16 noiembrie 2005 | Doha, Qatar            | Qatar                | 3–0            | Meci amical                                            |
| 7 | 30 iunie 2006     | Berlin, Germania       | Germania             | 1 – 1 (2–4 PS) | Campionatul Mondial de Fotbal 2006                     |

## Palmares

### Internațional
Winner
- Jocurile Olimpice de vară (1): 2004

Argint: 1996

### Club

#### River Plate
Campion
- 1994 Apertura

#### Milan
Campion
- 1998–99 Serie A

#### Valencia
Campion
- 2001–02, 2003–04 La Liga

Câștigător
- 2003–04 Cupa UEFA
- Supercupa Europei 2004

#### Individual
Câștigător
- UEFA Club Best Defender of the Year (1): 2000-01